# Tretjakow
Tretjakow sowie die weibliche Form Tretjakowa (russisch Третьяков/Третьякова, wissenschaftliche Transliteration Tret'jakov/Tret'jakova, englische Transkription Tretyakov/Tretyakova) ist ein russischer Familienname.

## Herkunft und Bedeutung
Tretjakow ist eine Abwandlung des in früheren Zeiten sehr verbreiteten nichtkirchlichen männlichen Vornamens Tretjak. Diesen Namen erhielt für gewöhnlich das drittgeborene Kind einer Familie, insofern es ein Junge war. Der Familienname Tretjakow war ursprünglich vor allem im russischen Norden weit verbreitet.

## Namensträger

### Tretjakow
- Alexander Nikolajewitsch Tretjakow (1877–1920), russischer General
- Alexander Wladimirowitsch Tretjakow (Ringer) (* 1972), russischer Ringer
- Alexander Wladimirowitsch Tretjakow (Skeletonpilot) (* 1985), russischer Skeletonpilot
- Alexej Tretjakow (* 1965), russischer Maler, Designer und Restaurator
- Dmitri Konstantinowitsch Tretjakow (1878–1950), russischer Zoologe
- Juri Dmitrijewitsch Tretjakow (1931–2012), russischer Chemiker und Hochschullehrer
- Nikolai Alexandrowitsch Tretjakow (1854–1917), russischer General
- Nikolai Jakowlewitsch Tretjakow (1926–1989), russischer Maler
- Nikolai Nikolajewitsch Tretjakow (Schriftsteller) (1816–1842), russischer Schriftsteller
- Nikolai Nikolajewitsch Tretjakow (Maler) (* 1962), russischer Maler
- Pawel Michailowitsch Tretjakow (1832–1898), russischer Kaufmann, Kunstmäzen und Kunstsammler
- Pjotr Nikolajewitsch Tretjakow (1909–1976), sowjetischer Historiker und Archäologe
- Sergei Tretjakow (Radsportler) (* 1978), kasachischer Radrennfahrer
- Sergei Michailowitsch Tretjakow (Unternehmer) (1834–1892), russischer Unternehmer und Kunstmäzen
- Sergei Michailowitsch Tretjakow (1892–1937), sowjetischer Schriftsteller
- Waleri Tretjakow (* 1958), litauischer Politiker
- Waleri Stepanowitsch Tretjakow (* 1941), russischer Generaloberst
- Wiktor Wiktorowitsch Tretjakow (* 1946), russischer Violinist und Dirigent
- Wladimir Jewgenjewitsch Tretjakow (1936–2021), sowjetischer Mathematiker und Universitätsrektor

### Tretyakova
- Katerina Tretyakova (* 1980), russische Opernsängerin (Sopran)